# 큰매바위
큰매바위(大鷹岩)는 경기도 화성시 서신면 제부리 산33번지에 위치한 섬으로, 면적은 2만 5223m2이다. 육지와 약 3km 떨어져 있다.

## 지리
제부도의 남쪽에서 시스택으로 분리된 섬이다. 세 부분으로 쪼개져 있는데, 통틀어서 긴 쪽의 길이는 360m이고 짧은 쪽은 120m이다. 섬을 구성하는 암석은 규암이며, 상부에는 풍화에 의하여 타포니 구조가 나타난다.
2008년의 조사에서 총 13종의 식물이 발견되었다. 북쪽의 섬은 사철쭉만, 가운데의 섬은 대나물만 서식하는데 모두 섬의 30~40% 가량만을 차지한다. 남쪽의 섬에는 사철쑥과 갯보리의 군락이 있다. 무척추동물은 총알고둥, 고랑따개비, 엽낭게가 우점종이다. 그 외에 해조류는 확인되지 않았다.